# Acta chirurgica Scandinavica
Acta chirurgica Scandinavica var en nordisk tidskrift inom kirurgi som gavs ut 1919 till 1990.
Acta chirurgica Scandinavica hade en bakgrund i Nordiskt medicinskt arkiv, som 1901 delades upp i en avdelning för kirgurgi och en för inre medicin. 1919 ombildades de båda avdelningarna till två skilda tidskrifter, Acta chirurgica Scandinavica respektive Acta medica Scandinavica, den förra redigerad av överläkaren och docenten Einar Key. I redaktionen ingick även andra svenska samt norska, danska och finska forskare.
Tidskriftens efterföljare 1991-2002 var The European Journal of Surgery, efter att en period 1991 ha hetat Acta chirurgica.

## Redaktörer
- Einar Key, 1919-1954
- John Hellström, 1954-1965
- Olle Hultén, 1966-1974
- Lars Thorén, 1974-1988
- Sten Lennquist, 1989-1990